# Arsenio Rodríguez Quintana
Arsenio Rodríguez Quintana (La Habana, 1964) es un historiador, poeta, narrador, ensayista y bloguero cubano-español.

## Carrera
El 10 de enero del 2021 Amazon.com situó su libro "Los Acuartelados de San isidro (...)Ed Muntaner 2021, en el  #1 Best Sellers in Historical Essays. Que ya tiene versión en inglés The quartered of San Isidro: Chronicles about the artistic dissidence in Cuba 1961 – 2021 (enero 2022). Actualmente es encargado  de Ediciones Muntaner. Donde además de publicar sus libros ofrece servicios editoriales. Desde escribir biografías o ayudar a redactarlas hasta diseño y maquetación de libros. 
Tiene un blog personal fundado en 2010 con más de un millón trescientas mil visitas. Escribe desde Barcelona.
Último libro •  "'Los Acuartelados de San Isidro." Crónicas sobre la disidencia Artística en Cuba 1961-2021 Ed Muntaner. Erótika Summa, Ed Muntaner 2020'Notas de Sant Cugat del Vallès. (...) Ediciones Muntaner. La Música entre Cuba i Catalunya. Ediciones Muntaner "Me gusta dar de comer a los elefantes,"  Ed Muntaner, Barcelona, 2019. "Historia del Malecón Habanero, ed Muntaner, 2019. Barcelona. "Me hubiese encantado parir a mi hija"•, ed Muntaner 2019. Barcelona|•El Curso Délfico y Confluencias Musicales de José Lezama Lima▪ ed Muntaner 2019 coautoría con Manuel Pereira|▪ Cuba i Catalunya Influencias Mutuas, Ediciones Muntaner, 2019. Del Procés a la República▪ Crónicas de un bloguero cubano en Barcelona. Ed La Tempestad. Barcelona, marzo 2018.|
También publicó   •Síndrome de Ulises• (Linkgua Ediciones, Barcelona, 2004)|. En 1998 ganó el premio nacional CALENDARIO (cuentos cortos), por el que publicó su primer libro de cuentos |▪La caída y otros deseos▪ (Editorial Abril, Ciudad de la Habana, 1999, Cuba. También en  2019 ampliado, Barcelona  | Todos sus libros ficción o ensayos históricos o literarios disponibles en AMAZON.

## Publicaciones y premios en Cuba
Ha sido finalista del Premio Nacional La Gaceta de la UNEAC en dos ocasiones (1996 y 1998) y obtuvo diversos premios y menciones en concursos regionales y provinciales de Cuba. 
Ha publicado cuentos, poemas, entrevistas, crónicas y comentarios sobre libros en diferentes revistas en Cuba (Caimán Barbudo, Naranja Dulce, Revolución y Cultura, Letras Cubanas, Temas, Boletín del Archivo Nacional, Prismas, Salsa Cubana), España (La Vanguardia, La Revista del Mundo, Barataria, Zona de Obras), México (Diserta, Ágora) y Francia (Le Matin). Algunos de sus textos también han sido traducidos al francés. 
Cuentos suyos han aparecido en diferentes antologías: •Los últimos serán los primeros• (Letras Cubanas e Instituto de Cooperación Iberoamericana de España, 1993); ▪Fábula de Ángeles• (Letras Cubanas, Cuba, 1995); •Nudos en el Pañuelo▪ (Mucoglifo, Venezuela, 1996); •El ánfora del diablo• novísimos cuentistas cubanos (Cuadernos de Cultura popular, Instituto Veracruzano de la Cultura, México, 1996) y otros. Por último, publicó en la antología ▪Toda esa gente solitaria• cuentos cubanos sobre el SIDA, (Ediciones La Palma, Madrid, España, 1998). 
Ha colaborado para la revista Encuentro de la Cultura Cubana y su página web, donde tiene publicado más de ochenta artículos sobre música cubana, cine y arquitectura. También trabajó de editor en la editorial Linkgua Ediciones, especializada en libros de literatura clásica española descatalogados. 
Es coautor de todas las entradas de Cuba en el •Diccionario de Rock Latino▪ que editó la SGAE/Fundación de Autor y Zona de Obras en el año 2000. 
Fue guionista, asistente de dirección del documental histórico-social, •La Casa del Dragón▪, sobre el 147 aniversario de la llegada de los chinos a Cuba.
Abandonó la isla en 1999. No ha vuelto, marzo 2020.
- Datos: Q5706421